# Lodovico Rocca
Lodovico Rocca (Torí (Piemont), 29 de novembre, 1895 -Idem. 25 de juny, 1986), va ser un compositor italià.
Es va graduar al Conservatori de Milà en la classe de composició de Giacomo Orefice.
Les seves òperes van tenir cert èxit a Itàlia però s'han representat poc a altres llocs. Inclouen; Morte di Frine, In Terra di Leggenda, Il Dibuk, la seva obra més reeixida, Monte Ivnor, i L'Uragano.
El 1940-1966 Va dirigir el Conservatori de Torí que portava el nom de Giuseppe Verdi i va fundar la seva col·lecció d'instruments musicals el 1941.

## Estil
Situat equidistant de la generació dels vuitanta (Ildebrando Pizzetti, Franco Alfano, Gian Francesco Malipiero, Ottorino Respighi, etc.) i dels epígons de la tradició melodramàtica vinculada a Giuseppe Verdi i Giacomo Puccini, Rocca va poder elaborar un disseny artístic personal, tant en els aspectes estrictament musicals de la seva llengua, tant en l'elecció com en el tractament dels temes teatrals (el sector més rellevant de la seva activitat). Els ecos de les harmonies de Richard Strauss i Claude Debussy s'acompanyen tant de reexaminacions acurades de l'antiga modalitat com de procediments politonals agosarats. Les tres connotacions expressives fonamentals del seu art –èpica, elegíaca i grotesc, expressades de manera diversa al món antic, a l'edat mitjana o a l'Orient eslau– van ser identificades ben aviat per Gianandrea Gavazzeni (1934). En el seu teatre, juntament amb un tractament vocal que recull el llegat del darrer Puccini, adquireix una importància especial l'ús del cor, fruit de la forta impressió que va deixar en la seva joventut l'escolta de Borís Godunov de Modest Mússorgski, en particular a el Dybuk i a Monte Ivnòr (òpera basada en la novel·la Els quaranta dies de Musa Dagh de Franz Werfel, llibret de Cesare Meano; Roma, Teatro dell'Opera, 23 de desembre de 1939).

## Memòria
L'any 1998, una escola de música de la ciutat d'Alba va rebre el nom de Lodovico Rocca. L'any 2010 es va celebrar el primer concurs Lodovico Rocca per a joves intèrprets a la ciutat de Neive.

## L'obra cabdal
Il Dibuk

Il Dibuk és una òpera en tres actes amb pròleg, i es va representar per primera vegada a La Scala de Milà el març de 1934. "The London Jewish Chronicle" va ser un diari jueu que va notar la seva aparició quan va informar de la bona acollida que va tenir el públic a al teatre milanès. Després de Milà, es va representar a Varsòvia, Torí i Roma i després va creuar l'Atlàntic per presentar-se als Estats Units però en traducció a l'anglès. Es va veure per primera vegada a Detroit una nit i a Chicago durant dues els dies 6, 7 i 8 de maig de 1936 abans de la seva estrena a Nova York al Carnegie Hall cinc dies després. Després de Nova York, l'òpera estava programada per a actuacions a Washington, Filadèlfia, Pittsburgh, Cleveland, St Louis i Cincinatti.
Artistes famosos que van interpretar Il Dibuk, van ser Rosa Raisa, Cesarina Valobra, Elisabetta Barbato i Augusta Oltrabella que van crear el paper de Leah a la Scala. Els tenors famosos que van interpretar Hanan van ser Frederick Jagel, Gino del Signore, Saturnino, Augusto Ferrauto, Silvio Costa Lo Giudice, Giuseppe di Stefano i Carlo Bergonzi. A l'estrena a Roma també va participar Tito Gobbi i va dirigir Tullio Serafin, campió de la música de Rocca. Mai s'ha investigat a fons si Rocca era d'origen jueu o no. La majoria de les fonts diuen que no ho era, però Gobbi escriu al seu llibre sobre el seu món de l'òpera italiana que quan va esclatar la guerra Rocca com a jueu es va "retirar" del conservatori de Torí on havia estudiat.

## Obra
Òperes:
- La morte di Frine (E. Marco Senea [C. Meano]), 1917–20;
- In terra di leggenda (La corona di re Gaulo) (3, Meano), 1922–3, concert perf., Milan, Palazzo dell’Arte, 28 Sept 1933;
- Il Dibuk (prol, 3, R. Simoni, after S. An-ski: Tzvischen tzvei Velter), 1928–30, Milan, Scala, 23 Dec 1934;
- Monte Ivnor (3, Meano, after F. Werfel: Die vierzig Tage des Musa Dagh), 1936–8, Rome, Opera, 23 Dec 1939;
- L'uragano (3, E. Possenti, after A.N. Ostrovsky: The Storm), 1942–51, Milan, Scala, 7 Feb 1952

Orquestra
- Chiaroscuri, suite, 1920;
- La cel·la blava, 1924;
- Interludi èpic, 192'8;
- suites d'ops In terra di legegenda, Il Dibuk i Monte Ivnor.

Vocal
- Dittico, lv, orch, 1921;
- Proverbis de Salomó, T, petit cor femení, fl, bn, hn, tpt, 2 pf, org, hp, db, 14 perc, 1933;
- Salmodia (Ps lvii), Bar, cor, 3 bn, 3 hn, tpt, cel, pf, perc, 1934; Biribù, ulls de granota (N. Davicini), Mez/Bar, str qt, 1937;
- Schizzi francescani, T, ob, eng hn, cl, bn, pf, hpd, hp, 2 drums, 1939; Inscripcions antigues (antic Gk.), S, B, cor, orch, 1952, versió coreogràfica, Florència, 1955

Cor i solista
- Suite, vn, pf, 1928; Epitafi, pf, 1928;
- Storiella, bn, 2 tpt, pf, arpa, 1935

Cançons
- 8 cantilene on testi d'orient, 1920; 4 melopee sobre epigrames sepulcrals grecs, 1921; Off Songs, 1925;
- 2 sonets franciscans, 1926; 3 salmodie su fioretti di San Francesco, 1926;
- altres